# Eric Saade
Eric Saade est un chanteur et présentateur de télévision suédois, né le 29 octobre 1990 à Helsingborg.
Il a fait partie du boys band What's Up ! avant de commencer une carrière solo.
En 2011, il représente la Suède au Concours Eurovision de la chanson où il se classe 3e. En 2022 il remporte Let's Dance, la version suédoise de Danse avec les Stars.
Il est également présentateur sur la chaîne Disney Channel.

## Biographie

### Origines
Son père est libano-palestinien et sa mère suédoise. 

### Jeunesse et premiers pas artistiques
Depuis son adolescence, le football le passionne jusqu'à ce qu'il signe un contrat avec une maison de disques. Un album et trois singles sortent à cette occasion en 2003 à l'âge de 13 ans. 

### Membre de boys band
En 2007, il participe à une compétition qui a pour but de former un boys band, il est l'un des 4 chanteurs choisis pour l'aventure de What's Up!. Ils ont enregistré la version suédoise d'une chanson du film Camp Rock de Walt Disney et en 2008, ils sortent l'album In pose dont deux singles seront extraits. 

### Débuts en solo et premier album

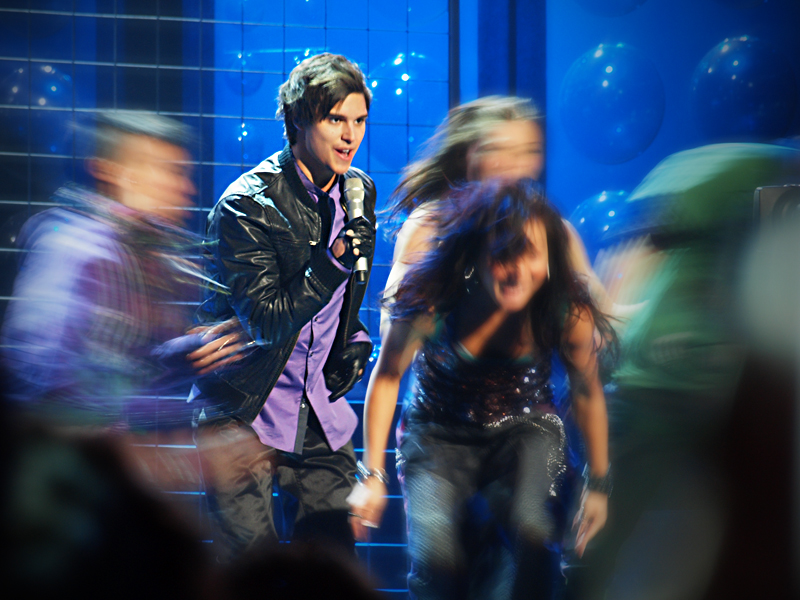
Eric Saade au Melodifestivalen 2010.

En 2009, Eric Saade décide de poursuivre une carrière solo et quitte le groupe. Il sort son premier album solo en 2010 qui se classe 2e dans les charts suédois. La même année, il participe au Melodifestivalen, sélection suédoise pour l'Eurovision, et s'y classe 3e ; le single de sa chanson Manboy est no 1 des ventes.
Au Concours Eurovision de la chanson 2010, il a été le porte-parole de la Suède, annoncant les points du jury suédois.

### Représentant de la Suède à l'Eurovision 2011

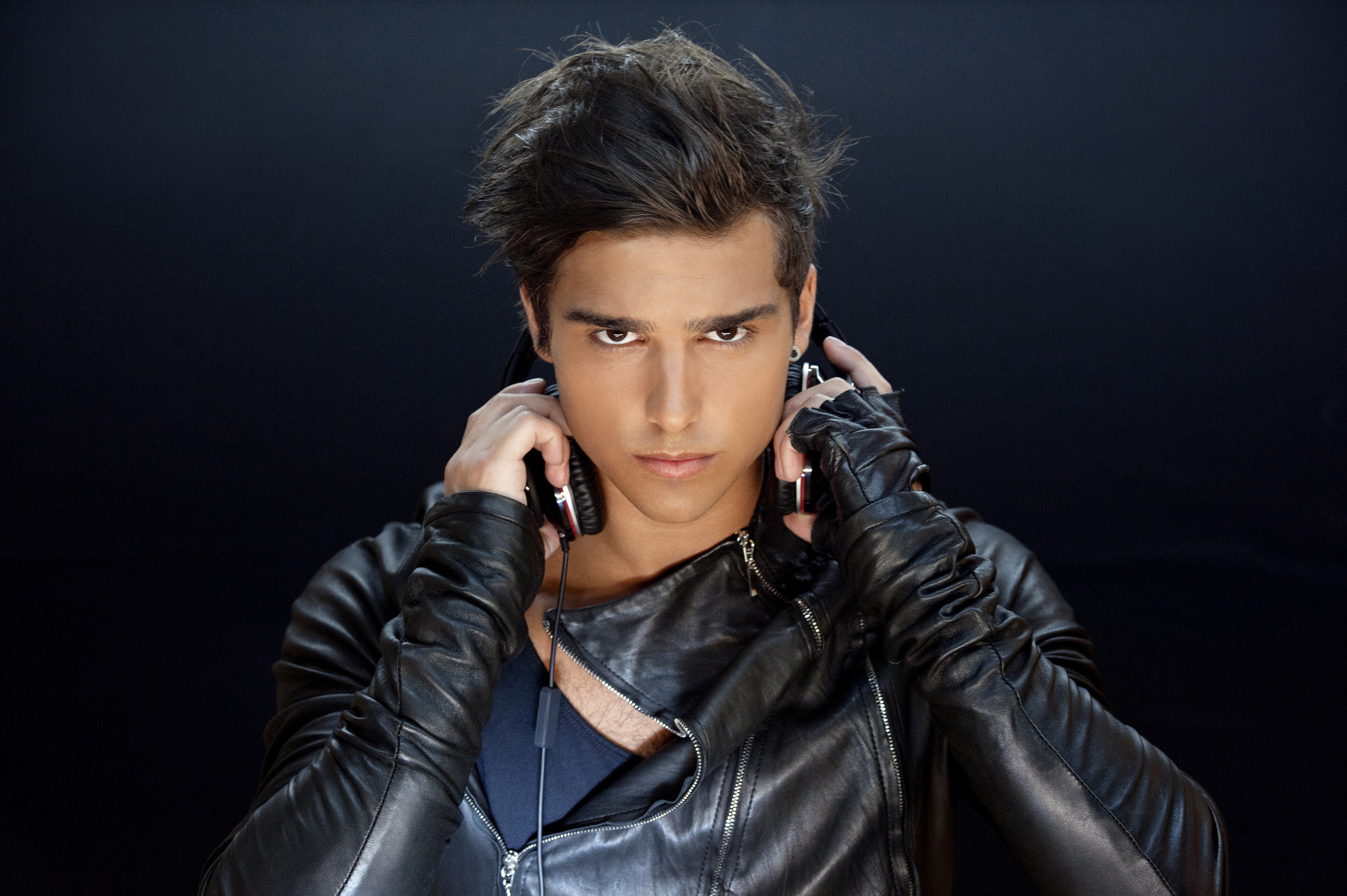
Eric Saade en 2011.

Il est choisi pour représenter la Suède au Concours Eurovision de la chanson 2011, à Düsseldorf en Allemagne, avec la chanson Popular écrite et composée par Fredrik Kempe. Il arrive premier lors de la deuxième demi-finale puis se classe troisième en finale derrière le duo vainqueur de l'Azerbaïdjan Ell & Nikki et le chanteur italien Raphael Gualazzi.

### Deuxième album et télévision
Eric Saade est également présentateur de télévision, notamment sur Disney Channel.
Son deuxième album Saade Vol. 1 sort en juin 2011 en Suède où il se classe no 1 des ventes durant trois semaines consécutives[réf. nécessaire]. En novembre 2011, il vient à Paris faire la promotion de ses albums, l'occasion de monter sur scène au Théâtre de la Reine blanche pour interpréter quelques-uns de ses titres et répondre aux questions des journalistes français.
Lors du Concours Eurovision de la chanson 2013 se déroulant à Malmö en Suède et présenté par Petra Mede, il est l'animateur de la green room, lieu où se retrouve les candidats participants à la compétition.
En 2022 il participe et remporte Let's Dance (la version suédoise de Dancing With the Stars).

### Melodifestivalen 2015
Le 24 novembre 2014, il est annoncé comme candidat du Melodifestivalen 2015, participant avec la chanson Sting. Il remporte la première demi-finale, le 7 février 2015, puis finit à la cinquième place lors de la finale le 14 mars 2015.

### Melodifestivalen 2021
En décembre 2020, Eric Saade est annoncé comme candidat au Melodifestivalen 2021, avec sa chanson Every Minute. Il est qualifié et termine 2nd en finale derrière Tusse, le 13 mars 2021.

### Incident à l'Eurovision 2024
Lors de la première demi-finale de l'Eurovision 2024 à Malmö, Eric Saade effectue une prestation hors compétition. Lors de cette prestation, il porte un keffieh autour du bras en signe de protestation contre la participation d'Israël. L'Eurovision exprime son regret qu'il « ait décidé de transiger avec l’idée d’une compétition neutre »,. Saade défend son geste en arguant que ceux qui qualifient le foulard de symbole politique sont racistes et qu'il souhaitait simplement être inclusif en portant quelque chose qui lui est authentique. L'Eurovision omet de publier tout contenu lié à Saade sur ses réseaux sociaux.

### Vie privée
(mai 2024).
Si vous disposez d'ouvrages ou d'articles de référence ou si vous connaissez des sites web de qualité traitant du thème abordé ici, merci de compléter l'article en donnant les références utiles à sa vérifiabilité et en les liant à la section « Notes et références ».
Eric Saade a fréquenté la chanteuse Molly Sandén de 2007 à 2012. 
Après leur rupture, Eric Saade a été aperçu en compagnie d'Emma Andersson en vacances au Mexique, mais le couple rompt par la suite. 
En 2015, il commence une relation avec Nicole Falciani et le couple se fiance le 1er janvier 2019. Cependant, le couple annonce qu'il rompt leurs fiançailles le 15 mai 2020, sur Instagram. 
Depuis 2020, il est le compagnon d'Hanna Schönberg.

## Discographie

### Albums
- Masquerade (2010)
- Saade Vol. 1 (2011)
- Saade Vol. 2 (2011)
- Forgive me (2013)

### Singles
- Sleepless (2009)
- Manboy (2010)
- Break of dawn (2010)
- Masquerade (2010)
- Still Loving It (2011)
- Popular (2011)
- Hearts in the Air (feat. J-Son) (2011)
- Hotter Than Fire (feat. Dev) (2011)
- Imagine (feat. Tone Damli) (2012)
- Marching (in the name of love) (2012)
- Miss Unknown (2012)
- Coming home (2013)
- Winning Ground (2013, cette chanson est l'hymne de la Ligue des champions féminine en 2013)
- Forgive Me (2013)
- Du Är Aldrig Ensam (2014)
- Take A Ride (Put 'Em In The Air) (2014)
- Sting (2015)
- Girl From Sweden (2015)
- Colors (2016)
- Wide awake (feat. Gustaf Norén) (2016)

## Vidéographie

### Clips
- 2011 : Hearts in the Air, tiré de Saade Vol. 1, dirigé par Patric Ullaeus